# Pfarrkirche Hinterschmiding

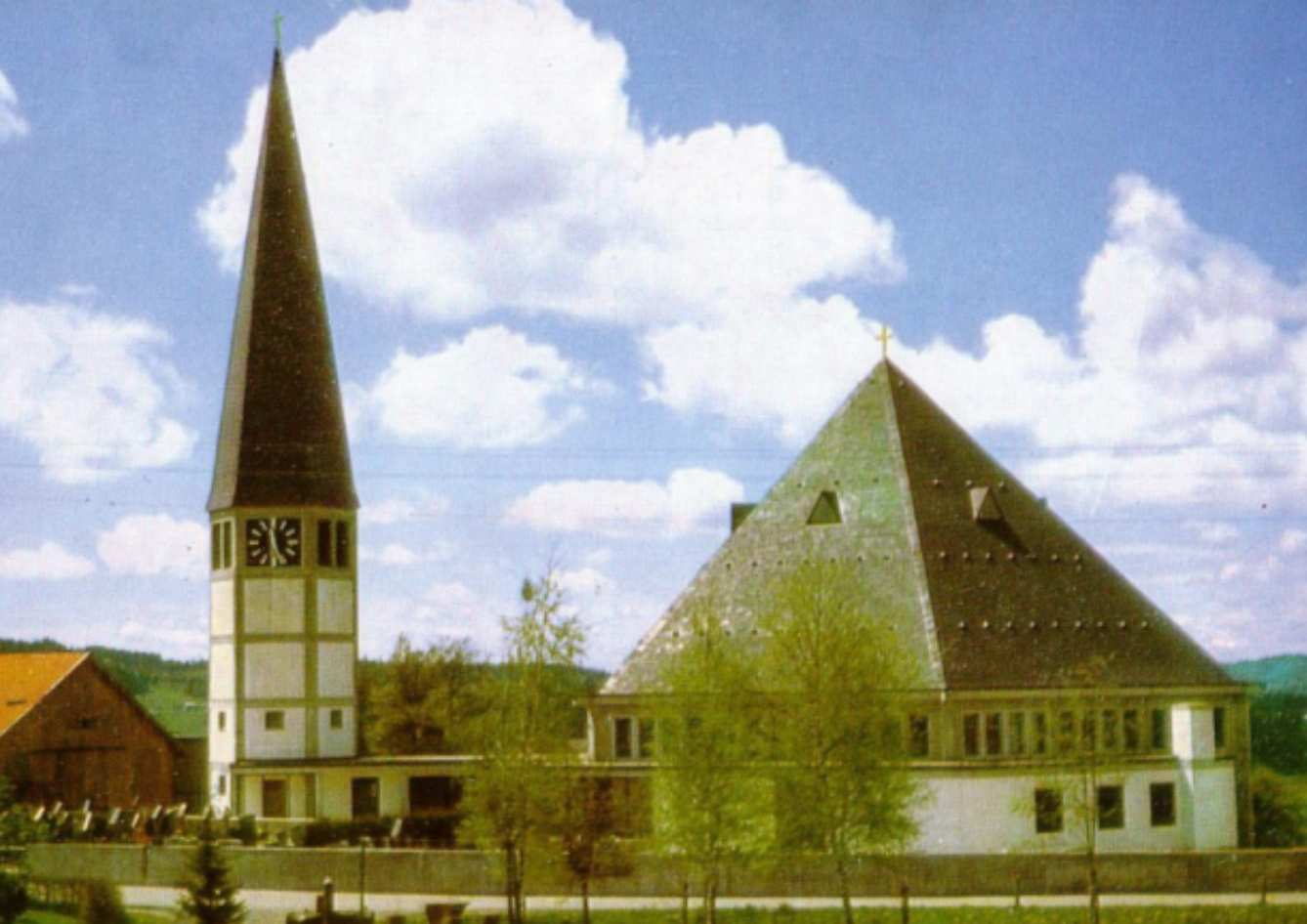
Pfarrkirche „Christus dem Auferstandenen“ Hinterschmiding

Christus dem Auferstandenen ist die in den Jahren 1969 bis 1971 erbaute Pfarrkirche in Hinterschmiding im Landkreis Freyung-Grafenau in Niederbayern geweiht.

## Geschichte
Hinterschmiding gehörte bis 1937 zur Pfarrei Freyung. In der Ortsmitte stand eine kleine Kapelle, die in ihrem Ursprung noch auf die Gründung des Ortes um die Mitte des 16. Jahrhunderts zurückgeht. Die Geschichte begann 1927 mit einer „Scheunenmission“. In der Bürgermeister-Scheune fand vom 29. Mai bis 5. Juni eine Volksmission statt. Im Anschluss an die Missionstage wurde beschlossen, eine Kirche zu bauen; mit dem Bau wurde noch im gleichen Jahr begonnen. Am 8. August 1928 weihte der Pfarrer von Freyung, Geistlicher Rat Seraph Nöpl die Schulkapelle dem Hl. Bischof Altmann von Passau. Am Werktag kam ein Priester aus Freyung und hielt Gottesdienst, am Sonntag mussten die Schmidinger nach Freyung zum Gottesdienst kommen. Am 1. Mai 1937 wurde Hinterschmiding Expositur und erhielt einen eigenen Priester; Expositus Heinrich Immerfall. Am 3. März 1964 wurde die Expositur zur Pfarrei erhoben; erster Pfarrer war Herbert Keßler.

## Kirchenbau
Am 12. April 1964 gründeten Pfarrer Herbert Keßler und Bürgermeister Josef Stadler den Kirchenbauerverein und beauftragten Architekt Hans Beckers, Regierungsbaumeister in Regensburg mit der Planung. Im Frühjahr 1969 wurde mit dem Bau begonnen, die örtliche Bauleitung hatte Architekt Josef Lorenz aus Regensburg. Die Grundsteinlegung fand am 27. Juli 1969 statt.
Der Kirchenbau, in Form eines Ziboriums, das Gott mit seiner Gemeinde beinhaltet, als Stätte der Besinnung und Brüderlichkeit. Das Sechseck der Kirche mit den großen Dachflächen, 21 m hoch mit einem Durchmesser von 30 m, spiegelt die Topografie der Landschaft (Bayerischer Wald) wider. Der 40 m hohe Turm, Campanile freistehend, ebenfalls sechseckig und hoher Helmspitze, verbindet die Kirche mit der neuen Leichen- bzw. Aussegnungshalle des 1948 bei der Schulkapelle errichteten Friedhofs. Die auf dem Gelände von Kirchturm und Nebengebäude stehende Schulkapelle wurde abgebrochen. Außen Sichtbetonpfeiler mit weißverputzten Zwischenfelder, umlaufendes Fensterband, das steile Zeltdach mit grauen Eternitschindeln gedeckt. Innen die Stahlbetonglieder mit weißgeschlämmtem Ziegelmauerwerk. Die sternartig gefaltete Holzdecke, bis zu 17 m ansteigend, beschirmt den Kirchenraum. Die Kirchenbänke sind im Viertelkreis angeordnet und das umlaufende Fensterband in kräftigen Farben ist auf den Altarraum ausgerichtet.

## Ausstattung

Pfarrkirche „Christus dem Auferstandenen“ Hinterschmiding (innen)

Die Ausstattung des Altarraumes sind ausschließlich Kunstwerke des Bildhauers Leopold Hafner aus Aicha vorm Wald. Links vom Altarblock angeordnet sind der Ambo, die Hörner an den Ecken versinnbildlichen die vier Evangelien, aus denen der Priester die Frohbotschaft verkündet, und die Sedilien. Rechts davon das Taufbecken und in einem lichtdurchfluteten Erker der Tabernakel. Das Tabernakelgehäuse ist von einem Dornenkranz umgeben. Wie Gott dem Mose im brennenden Dornbusch erschienen ist, so ist uns Gott gegenwärtig im Tabernakel.
Das Kreuz hinter dem Altar zeigt einen fast lebensgroßen, holzgeschnitzten Christus den Auferstandenen, der schon ausgelitten hat, der schon der anderen Welt zugeordnet ist, der Herrlichkeit des Vaters; keine Dornenkrone, keine Wundmale, keine Nägel. Rechts und links vom Kreuz sind die vierzehn Kreuzwegstationen angebracht.
Eine besondere Kostbarkeit ist das Marienbild aus Saloniki das in den Wirren des Zweiten Weltkriegs nach Deutschland gebracht wurde. Als Geschenk kam es an die Pfarrgemeinde Hinterschmiding. Bildhauer Leopold Hafner schuf einen würdigen Bronzerahmen um dieses Gnadenbild, das auffordert um Frieden und Gerechtigkeit in der Welt zu beten.
Das umlaufende Fensterband ist ein Werk des Künstlers Erich Horndasch aus Stammham. Er nennt es Auferstehung: Über dem Altar erscheint das neue Jerusalem; im Licht, wo die Strahlenbündel auseinandergehen. Christus, der Gott von Gott und Licht vom Lichte ist. Ein weiteres Sinnbild Christi ist die mystische Rose, die Blüte, aus der Christus herausgebrochen ist.
Linke Seite: Das leuchtende Grün der Hoffnung an den Quellen des Lebens. „An jenem Tag wird lebendiges Wasser von Jerusalem ausgehen!“ (Zach 14,8). Das lebendige Wasser (göttliches Leben und Gnade) geht vom Auferstandenen aus. Die dunklen, blauen und violetten Schatten, die an einigen Stellen das Licht verdüstern, deuten auf die Passion Christi und das Leiden in der Welt.
Rechte Seite: Das christliche Leben hat österlichen Charakter, d. h. wir haben reale Teilhabe am Leben des Auferstandenen. Diese Teilhabe aber ist verborgen wie der Kern in einer Frucht. Feuerzeichen und Flammen – Sinnbilder der Gnade – senken sich in unser Leben der Armseligkeit als unverdientes Geschenk.
Am 3. Oktober 1971 weihte der Passauer Bischof Antonius Hofmann mit einem festlichen Pontifikalgottesdienst die neue Pfarrkirche von Hinterschmiding „Christus dem Auferstandenen“.

## Orgel

Blick zur Orgel

Das Werk des Passauer Orgelbaumeisters Ludwig Eisenbarth wurde im Jahr 1972 gefertigt und im Oktober eingebaut. Mit 15 Registern und 1115 Pfeifen (120 Holz, 995 Zinn) ist sie in drei Teile gegliedert: Hauptwerk, Brust und Pedalwerk; der Prospekt ist aus Mahagoniholz. Im Prospekt zu sehen sind die Schwelltüren des Brustwerks sowie die Holzpfeifen des Offenbass 8' und die Zinnpfeifen des Prinzipal 8'.
| Hauptwerk C–g3 |
| Prinzipal 8'   |
| Rohrgedeckt 8' |
| Oktave 4'      |
| Waldflöte 2'   |
| Mixtur 4-5 f.  |

| Brustwerk C–g3  |
| Gedackt 8'      |
| Quintade 8'     |
| Nachthorn 4'    |
| Prinzipal 2'    |
| Terz 1 3/5'     |
| Quinte 1 1/3'   |
| Cimbel 3f. 1/2' |
| ~Tremulant~     |

| Pedal C–f1        |
| Subbass 16'       |
| Offenbass 8'      |
| Choralbass 2f. 4' |

Koppeln: |/P, ||/P, |/||
Spielhilfen: Schwelltritt für das Brustwerk

## Glocken
Im Jahr 1950 wurden für die Schulkapelle zwei neue Glocken gegossen. Sie wurden in den neuen Kirchturm übernommen, ergänzt mit der 1971 in der Passauer Glockengießerei Rudolf Perner gegossenen und 500 kg schweren Marienglocke „zu Ehren der Gottesmutter Maria“. Das Geläut besitzt die Disposition fis1– a1 – h1

## Turmkapelle
Im unteren Teil des Turmes befindet sich eine Marienkapelle. Die Figur, Kopie einer gotischen Madonna aus Niederbayern gefasst von dem Kunst- und Kirchenmaler Paul Feßler aus Rotthalmünster. Die Fenster sind Motive aus der Lauretanischen Litanei gestaltet von der Kunstmalerin Notburga Beckers.

## Pfarrer
- 1937–1963: Heinrich Immerfall, * 30. März 1907 in Lederbach, geweiht am 2. April 1934 im Dom St. Stephan, Passau, Primiz † 4. April 1934 in Weng, Expositus in Hinterschmiding, Pfarrer in Mittich am Inn 1963–1969 † am 3. Oktober 1969 in Passau, beigesetzt in Weng.
- 1963–1982: Herbert Keßler BGR, Ehrenbürger von Hinterschmiding, * 13. Januar 1927, geweiht am 29. Juni 1954, Kaplan in Frauenau 1955–1963, Pfarrer in Hinterschmiding, Pfarrer in Untergriesbach (1982–1994), † 13. November 2003 in Waldkirchen, beigesetzt in Hinterschmiding
- 1982–1994: Josef Hirsch
- 1994–1995: Horst Otto Prieschl
- 1995–1996: Herbert Kessler (Pfarrverwalter) und Abbé Felix (Pfarrvikar)
- 1996–2003: Josef Huber
- 2003–2017: Michael Gnan
- seit 2017: Matthias Grillhösl